# Rohr (Baviera)
Rohr è un comune tedesco di 3 369 abitanti, situato nel land della Baviera.